# Basavanakoppa, Shiggaon
Basavanakoppa là một làng thuộc tehsil Shiggaon, huyện Haveri, bang Karnataka, Ấn Độ.